# Warnawino
Warnawino – osiedle typu miejskiego w Rosji, w obwodzie niżnonowogrodzkim. W 2010 roku liczyło 3475 mieszkańców.